# NGC 2367
NGC 2367 (другие обозначения — OCL 621, ESO 559-SC5) — рассеянное скопление в созвездии Большой Пёс. Открыто английским астрономом Уильямом Гершелем 20 ноября 1784 года.
NGC 2367 располагается в периферийной области Млечного Пути. Большинству горячих ярко-голубых звезд этого скопления всего около пяти миллионов лет. Как многие другие рассеянные скопления, NGC 2367 погружено в эмиссионную туманность, которая породила его звезды. Оставшийся неиспользованным газ выглядит как клочковатые облака водорода, ионизуемые ультрафиолетовым излучением самых горячих из окружающих звёзд. Необычным является то, что в более широкой области вокруг скопления и его материнской туманности можно выявить гораздо более масштабную структуру. NGC 2367 и её туманность являются ядром туманности гораздо большего размера, известной как Brand 16, а она в свою очередь является лишь малой частью гигантской сверхоболочки GS234-02.